# Pythiales
Pythiales é uma ordem de mofos (oomicetes). Algumas de suas espécies são agentes causantes de várias doenças vegetais importantes economicamente, tais como a fitóftora Phytophthora infestans.